# Lijst van steden met tramlijnen in de Verenigde Staten

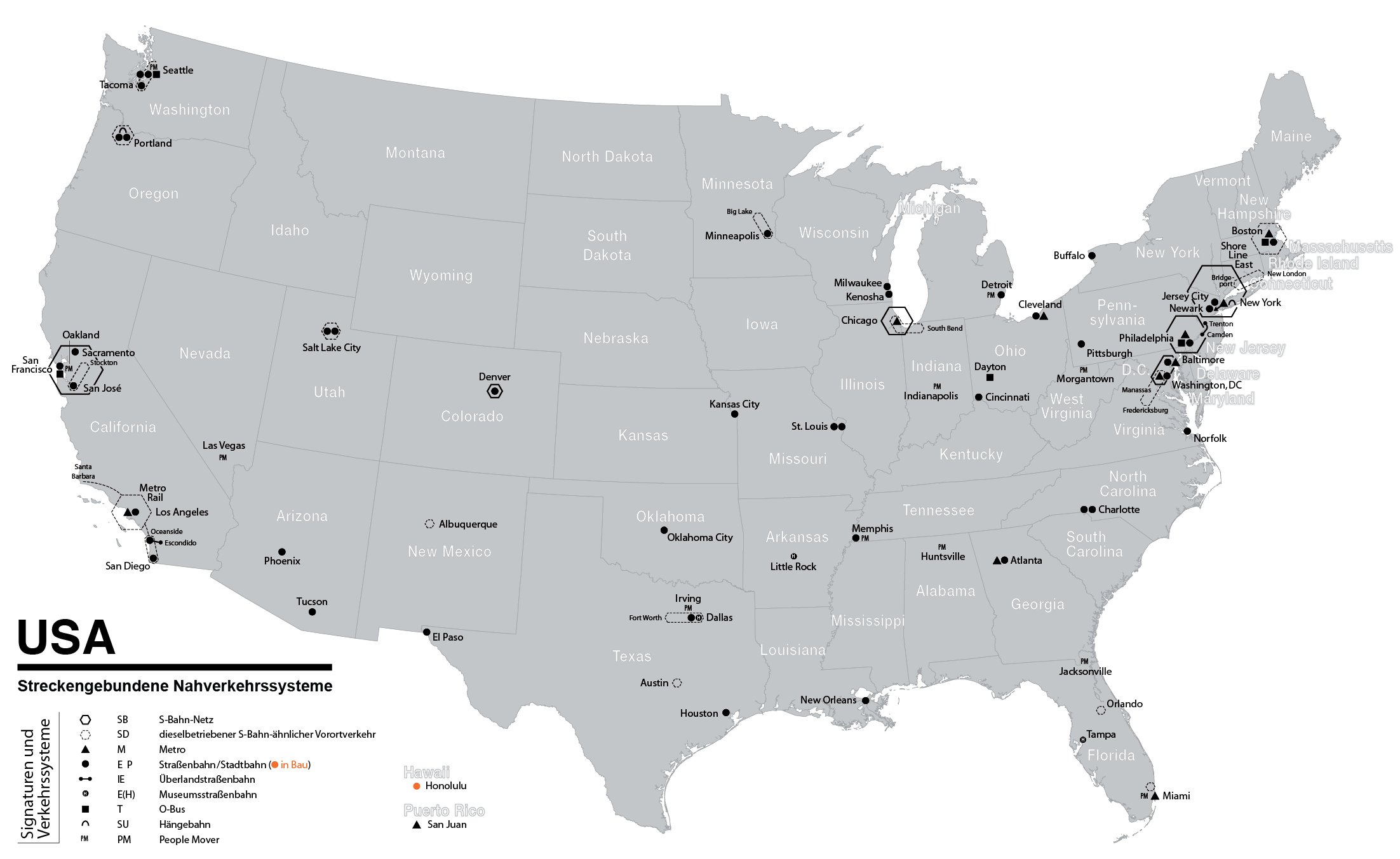

Hieronder volgt een lijst van steden waar elektrische trams rijden of hebben gereden in de Verenigde Staten.
Deze lijst is niet compleet. In heel de VS waren er op het hoogtepunt in 1918 meer dan 1000 trambedrijven. 
Plaatsnamen waar nog actieve tram- of sneltrambedrijven zijn, worden vetgedrukt weergegeven.

## A – C
- Albany & Troy, N. Y.
  - United Traction Co.
  - Hudson Valley Railway
  - Troy & New England Railway
- Akron, O. (Northern Ohio Traction & Light Co.)
- Allentown-Bethlehem-Easton, Pa. (Lehigh Valley Transit Co.)
- Altoona, Pa. (Altoona and Logan Valley Electric Railway)
- Atlanta, Ga. (Georgia Power Co.)
- Atlantic City (Atlantic City & Shore Railroad)
- Baltimore, Md.
  - Baltimore Transit Co.
  - Maryland Transit Administration (MTA)
- Bartlesville, Okla. (Bartlesville Street & Interurban Railway)
- Bennington, Vt. (Bennington & Woodfrod Electric Railway Co.)
- Billings, Mont. (Billings Traction Co.)
- Birmingham, Ala. (Birmingham Electric Company)
- Boise, Ida. (Boise Traction Co.)
- Boston
  - West End Street Railway
  - Blue Hill Street Railway
  - Lynn & Boston Railroad Co.
  - Boston Elevated Railway
  - Metropolitan Transit Authority
- Buffalo, N. Y. (International Railway Co.)
- Camden, N. J. (Rockland, Thomaston & Camden Street Railway)
- Canton, O. (Northern Ohio Traction & Light Co.)
- Charleston, W. Va. (Charleston Traction Co.)
- Charlotte, N. C.
  - Southern Public Utilities Co.
  - Charlotte Area Transit System (CATS)
- Chattanooga, Tenn. (Chattanooga Traction Co.)
- Chicago, Ill.
  - Chicago Union Traction Co.
  - Chicago & West Towns Railways
  - Chicago & Joliet Electric Railway
  - Chicago Railways Co.
  - Chicago City Railway Co.
  - Chicago & Interurban Traction Co.
  - Chicago Surface Lines
  - Chicago Transit Authority
- Cincinnati, O. (Cincinnati Street Railway Co.)
- Cleveland, O. 
  - Brooklyn Street Railroad
  - Cleveland City Railway
  - Cleveland Electric Railway
  - Cleveland Railway Co.
  - Cleveland Transit System
  - Shaker Heights Rapid Transit
  - Regional Transit Authority
- Colorado Springs, Colo. (Colorado Springs & Interurban Railway)
- Columbus, O.
- Concord, Mass. (Concord, Maynard & Hudson Street Railway)
- Cooperstown, N. Y. (Oneonta, Cooperstown & Richfield Springs Railway)
- Covington, Ky. (Cincinnati, Newport & Covington Railway)

## D – F
- Dallas, Tex. (Dallas Railway & Terminal Company)
- Davenport, Ia. (Tri-City Railway & Light Co.)
- Denver, Colo. (Denver Tramways)
- Des Moines, Ia. (Des Moines Railway)
- Detroit, Mich.
  - Detroit United Railway
  - Detroit Department of Street Railways
- Dubuque, Ia. (Union Electric Railway)
- Duluth, Minn. (Duluth Railways Co.)
- Edgwater, N. J. (Public Service Corporation of New Jersey)
- Eureka, Calif. (Humboldt Transit Co.)
- Elizabeth, N. J. (Morris County Traction Company
- El Paso, Tex. (El Paso City Lines)
- El Reno, Okl. (El Reno Heritage Express)(gas-tram)
- Fishkill, N. Y. (Fishkill Railway)
- Fort Collins, Colo. (Fort Collins Street Railway)(nu deels museumtramlijn)
- Fort Worth, Tex. (Northern Texas Traction Co.)
- Forth Smith, Ark. (Forth Smith Light & Traction Co.)(hier is een museumtramlijn)
- Fresno, Calif. (Fresno Traction Co.)

## G – I
- Galveston (diesel-retro-trams)
- Hershey, Pa. (Hershey Transit Co.)
- Hoboken, N. J. (Public Service Corporation of New Jersey)
- Honolulu, H. (Honolulu Rapid Transit)
- Hornell, N. Y. (Hornell Traction)
- Houston, Tex. (Houston Electric Co.)
- Indianapolis, Ind. (Indianapolis Railway Co.)

## J – L
- Jersey City, N. J. (Public Service Corporation of New Jersey)
- Johnstown, Pa. (Johnstown Traction Co.)
- Kankakee, Ill. (Kankakee Electric Railway)
- Kansas City, Mo. & Kansas City, Kan.(Kansas City Public Service Co.)
- Kenosha, Wis. (ringlijn met PCC-cars, sinds 2000)
- Lancaster, O. (Lancaster Traction & Power Co.)
- Lancaster, Pa. (Conestoga Traction Co.)
- Lexington, Ky. (Kentucky Traction & Terminal Co.)
- Little Rock, Ark. (Capital Transportation Co.) (hier rijden retro-trams)
- Lorain, O. (Lorain Street Railway)
- Los Angeles
  - Los Angeles Railway System
  - Los Angeles Traction Co.
  - Los Angeles Railway Co. (Huntington System)
  - Pacific Electric Railway Co.
  - American City Lines
  - Los Angeles Transit Lines
  - Los Angeles Metropolitan Transit Co.
- Louisville, Ky. (The Louisville Railway Co.)

## M – O

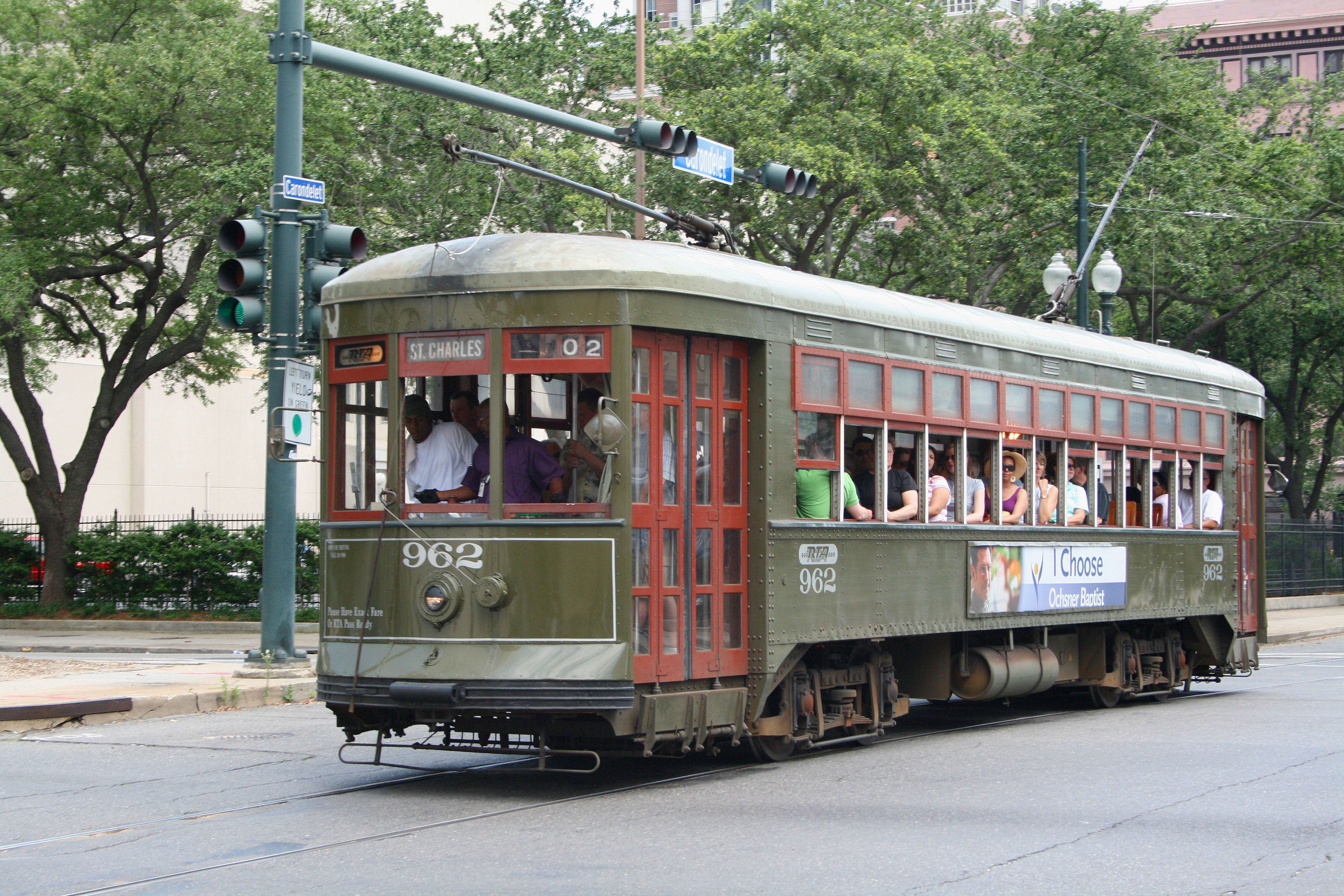
Tram uit de jaren twintig in dienst in New Orleans.

- Manchester, N. H. (Manchester Street Railway)
- Marinette, Wis.-Menominee, Mich. (Menominee & Marinette Light & Traction Co.)
- Marion, Ind. (Marion Railways inc.)
- Marquette, Mich. (Marquette City & Presque Isle Railway)
- Massilon, O. (Northern Ohio Traction & Light Co.)
- Memphis, Tenn. (Memphis Street Railway Co.) (museumtramlijn)
- Miami, Fla. (Miami Beach Railway)
- Milwaukee, Wis. (Milwaukee Electric Railway & Light Co.)
- Minneapolis-St. Paul (Twin City Rapid Transit Company)
- Monterey, Calif. (Monterey & Pacific Grove Railway)
- Niagara Falls, N. Y. (Niagara Gorge Railway)
- Newark, N. J. (Public Service Corporation of New Jersey) (zie ook PCC-car in Newark)
- New Orleans (New Orleans Public Service Inc.)
- Newport, Ky. (Cincinnati, Newport & Covington Railway)
- Newport, R. I. (Old Colony Street Railway)
- Newport News, Va. (Newport News & Hampton Railway, Gas & Electric Co.)
- New York
  - Third Avenue Railway
  - Metropolitan Street Railway
  - Queensboro Bridge Railway
  - Brooklyn Rapid Transit
  - Brooklyn & Queens Transit Corp. (zie ook PCC-car in Brooklyn)
  - Brooklyn City Railroad
- Norfolk, Va. (Virginia Railway & Power Co.)
- Norway, Mai. (Norway & Paris Street Railway)
- Oakland (Californië)
  - Oakland, San Leonardo & Haywards Electric Railway Consolidated
  - East Bay Street Railway
  - Key System
- Oil City, Pa. (Citizens Traction Co.)
- Oklahoma (Oklahoma Railway)
- Omaha, Nebr. & Council Bluffs, Ia. (Omaha & Council Bluffs Street Railway)

## P – R
- Passaic, N. J. (Public Service Corporation of New Jersey)
- Pawtucket, R. I. (Pawtucket Street Railway)
- Peoria, Ill. (Illinois Power Co.)
- Philadelphia (ook met PCC-trams)
  - Union Traction Company
  - Philadelphia Rapid Transit Co.
  - Philadelphia Transportation Co.
  - Philadelphia Suburban Transportation Co.
  - Fairmount Park Transit Co.
  - Southeastern Pennsylvania Transportation Authority
- Pittsburgh, Penn. (Pittsburgh Railways Co.)
- Plymouth, Mass. (Plymouth & Kingston Street Railway)
- Portland, Ore. (Portland Traction Co.)
- Providence, R. I. (United Electric Railways)
- Provo, U. (Provo City Railway)
- Richmond, Calif. (East Shore & Suburban Railways)
- Richmond, Va.
  - Richmond Traction Co.
  - Virginia Railway & Power Co.
- Roanoke, Va. (Roanoke Railway & Light Co.)
- Rochester, N. Y. (Rochester Street Railways Co.)

## S – U
- St.Louis
  - Intramural Railway
  - Illinois Terminal Railroad System
  - United Railways of St. Louis
  - St. Louis Public Service Co.
- St. Petersburg, Fl. (St. Petersburg Municipal Railway)
- Sacramento (Sacramento City Lines)
- Salt Lake City
- San Diego (San Diego Electric Railway)
- Sandusky, Ohio (Lake Shore Electric Railway)
- San Francisco
  - Presidio & Ferries Railroad
  - United Railroads of San Francisco
  - Market Street Railway
  - San Francisco Municipal Railway (Muni) (zie ook F - Market Street Railway)
  - California Street Cable Railroad
- San Jose, Calif. (San Jose & Santa Clara Railway)
- Santa Barbara, Calif. (Santa Barbara & Suburban Railway Co.)
- Savannah (Savannah Electric & Power Co.)
- Scranton (Scranton Transit Co.)
- Seattle
  - Seattle Traction Co.
  - Seattle Electric Co.
  - Puget Sound Traction, Light & Power Co.
- Stockton (Stockton Electric Railroad)
- Spokane, Wash. (Spokane Traction Co.)
- Syracuse (Syracuse, Lakeside & Baldwinsville Railway)
- Tampa, Fla. (Tampa Electric) (retro-trams)
- Tarentum, Penn. (Tarentum, Brackenridge & Butler Street Railway)
- Tennessee (Tennessee Public Service Co.)
- Toledo, O.
  - Toledo Railways & Light Co.
  - Community Traction Co.

## V – Z
- Washington, D. C.
  - Eckington &Soldiers’ Home Railway
  - Glen Echo Railroad Co.
  - Capital Transit Co.
- Weehawken, N.J. (Public Service Corporation of New Jersey)
- Wheeling, W. Va. (Cooperative Transit)
- Wilkes-Barre (Wilkes-Barre Transit Co.)
- Wilmington, Del. (Delaware Electric Power Co.)
- Youngstown, O. (Pennsylvania-Ohio Electric Co.)